# Djotto
Djotto è un arrondissement del Benin situato nella città di Klouékanmè (dipartimento di Kouffo) con 21.973 abitanti (dato 2006).